# Via della Lungara
La Via della Lungara es una calle de Roma que une la Via di Porta Settimiana con la Piazza della Rovere, en el rione de Trastevere.

## Nombre
Inicialmente llamada sub Janiculensis o sub jano, los peregrinos que llegaban a Roma para visitar la Basílica de San Pedro la conocían como via Sancta. Posteriormente fue conocida como via Julia, al igual que la calle homónima situada al otro lado del Tíber. Sus obras fueron iniciadas por el papa Alejandro VI y completadas por Julio II. Por último, su nombre se cambió al actual debido a su longitud en línea recta.

## Monumentos
Desde 1728 se encontraba en la Via della Lungara el manicomio di Santa Maria della Pietà, perteneciente al Ospedale Santo Spirito. Ampliado en 1867, fue demolido con ocasión de la construcción de los lungoteveri.

### Arquitectura religiosa
- Iglesia de Santa Croce alla Lungara
- Iglesia de San Giacomo alla Lungara
- Iglesia de San Giuseppe alla Lungara
- Iglesia dei Santi Leonardo e Romualdo

### Arquitectura civil
- Palazzo Corsini
- Villa Farnesina
- Cárcel de Regina Coeli
- Palazzo Salviati

## En la cultura popular
A la Via della Lungara está relacionado un antiguo dicho popular romano:

A via de la Lungara ce sta 'n gradino
chi nun salisce quelo nun è romano,
nun è romano e né trasteverino
En la Via della Lungara hay un escalón,
quien no lo sube no es romano,
no es romano ni trasteverino

El dicho se refiere a los tres escalones de entrada de la cárcel de Regina Coeli: había que vivir la dura experiencia de la cárcel y descender, por tanto, er gradino der Coeli, para demostrar ser un auténtico romano y, al mismo tiempo, valiente.
El cantante romano Renato Zero dedicó una canción a la calle llamada Lungara, incluida en su álbum Artide Antartide.